# London Midland and Scottish Railway
London Midland and Scottish Railway (LMS) – brytyjskie przedsiębiorstwo kolejowe istniejące w latach 1923–1947, spółka publiczna. Największa spośród czterech spółek kolejowych wówczas działających w Wielkiej Brytanii, zbiorczo określanych mianem „wielkiej czwórki” (Big Four). Było to prawdopodobnie największe ówczesne przedsiębiorstwo na terenie imperium brytyjskiego.

## Historia
Spółka została powołana do życia 1 stycznia 1923 roku na mocy ustawy brytyjskiego parlamentu (Railways Act 1921), która przewidywała racjonalizację mocno rozczłonkowanego wówczas rynku kolejowego poprzez połączenie 120 ówczesnych przedsiębiorstw kolejowych w cztery większe spółki. Celem była przede wszystkim poprawa rentowności całego systemu poprzez redukcję nadmiarowej infrastruktury, dotychczas utrzymywanej osobno przez każdego z rywalizujących ze sobą przewoźników, a także ujednolicenie taryf przewozowych.
Przedsiębiorstwo powstało w wyniku połączenia 33 spółek kolejowych, z których największymi były London and North Western Railway oraz Midland Railway. W momencie utworzenia długość sieci kolejowej LMS wynosiła ponad 11 000 km na terenie Anglii, Szkocji i Walii (ponad 1/3 brytyjskiej sieci kolejowej), a także niespełna 500 km na terenie Irlandii (zarówno Irlandii Północnej, jak i Wolnego Państwa Irlandzkiego). Było to jedyne przedsiębiorstwo w historii brytyjskiego kolejnictwa, które operowało na terenie wszystkich czterech części składowych kraju. Rdzeń sieci kolejowej LMS tworzyła linia West Coast Main Line, prowadząca z Londynu (dworca Euston), przez region Midlands i północno-zachodnią Anglię do Szkocji (do Glasgow i Edynburga). W 1923 roku spółka zatrudniała około 263 000 pracowników i posiadała 10 316 lokomotyw parowych.
Poza kolejowym transportem pasażerskim i towarowym działalność LMS obejmowała zarządzanie siecią hoteli i portami morskimi oraz przewozy promowe (w tym między Wielką Brytanią a Irlandią i kontynentem europejskim), a na mniejszą skalę także transport drogowy i lotniczy.
Przez większą część istnienia spółki działalność zarządu skupiała się na usprawnianiu oraz ujednolicaniu procesów administracyjnych i operacyjnych odziedziczonych po podmiotach, które utworzyły LMS, a także standaryzacji i modernizacji posiadanego taboru. Przejawem tych działań było m.in. zmniejszenie liczby eksploatowanych modeli lokomotyw z 404 w 1923 roku do 132 w 1938 roku. Mimo poczynionych oszczędności LMS, podobnie jak jego konkurenci, zmagało się z niską rentownością.
Osobą szczególnie zasłużoną dla LMS był William Stanier, piastujący stanowisko naczelnego inżyniera w latach 1932–1947, który był odpowiedzialny za projekt i budowę ponad 2000 lokomotyw, w tym parowozów uniwersalnych klasy 5 (4-6-0), towarowych klasy 8F (2-8-0) oraz pasażerskich ekspresowych klasy Coronation (4-6-2).
Wkrótce po zakończeniu II wojny światowej transport publiczny, w tym kolejowy, w Wielkiej Brytanii poddany został nacjonalizacji – 1 stycznia 1948 roku LMS, podobnie jak reszta „wielkiej czwórki”, weszło w skład nowo powołanej państwowej spółki British Railways.

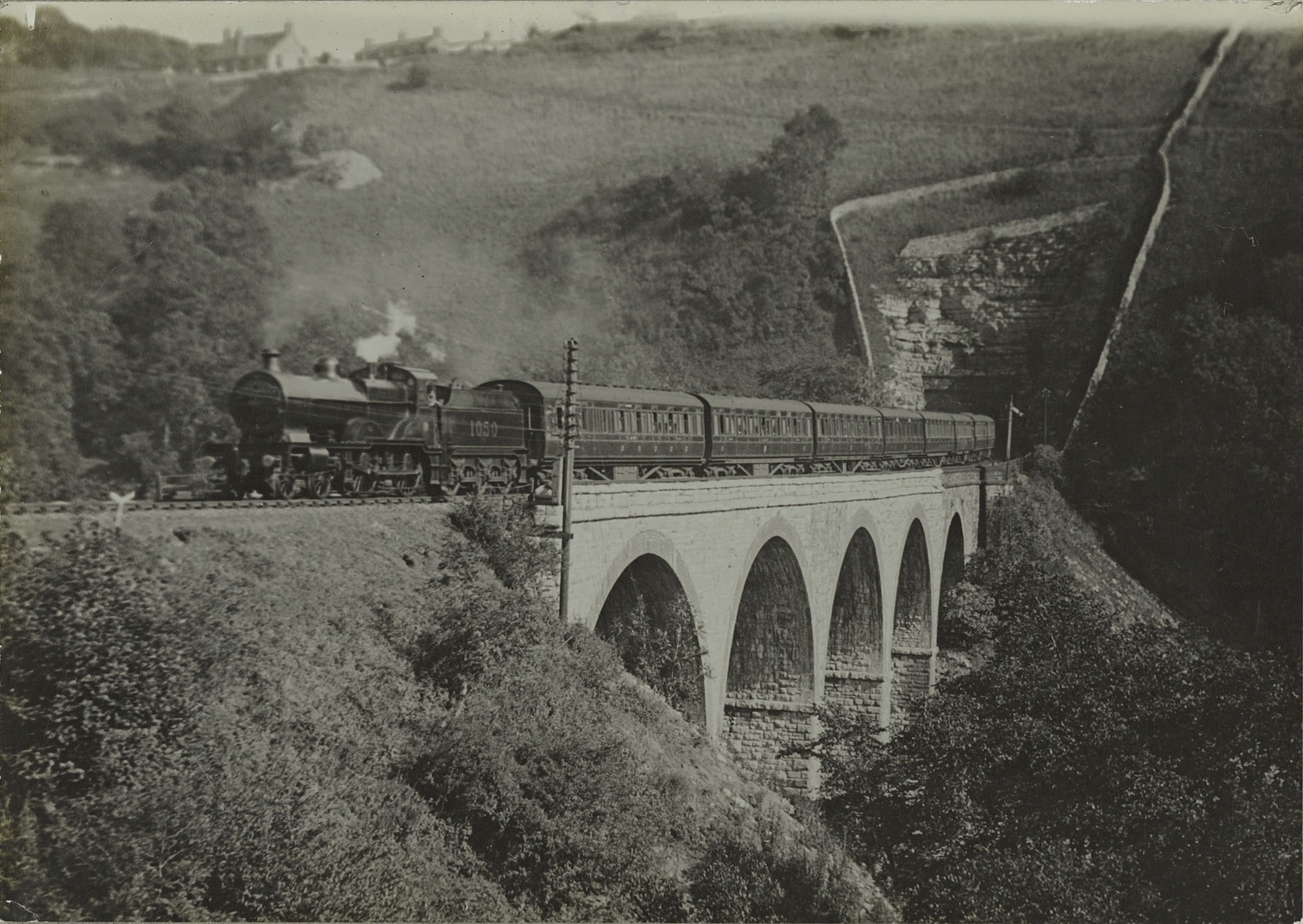
Pociąg pasażerski LMS w regionie Peak District, 1924–1932
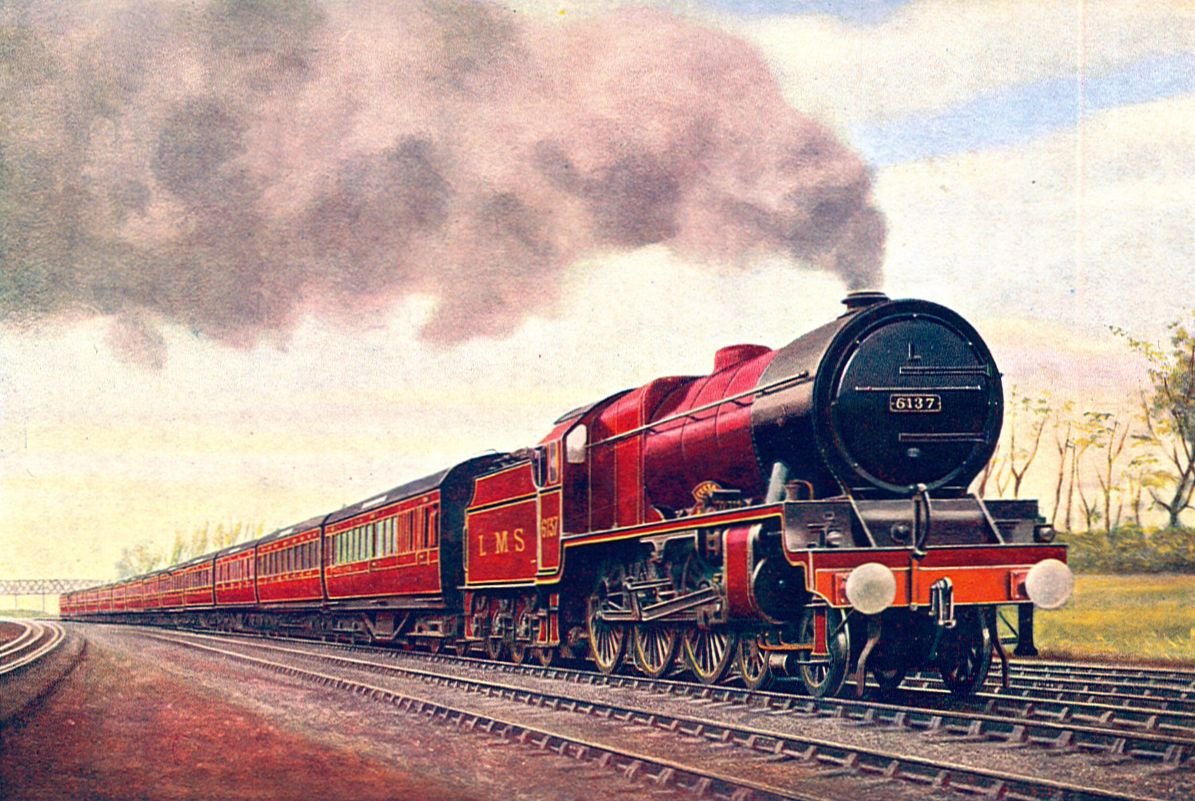
Pociąg ekspresowy „Royal Scot” na ilustracji z 1928 roku
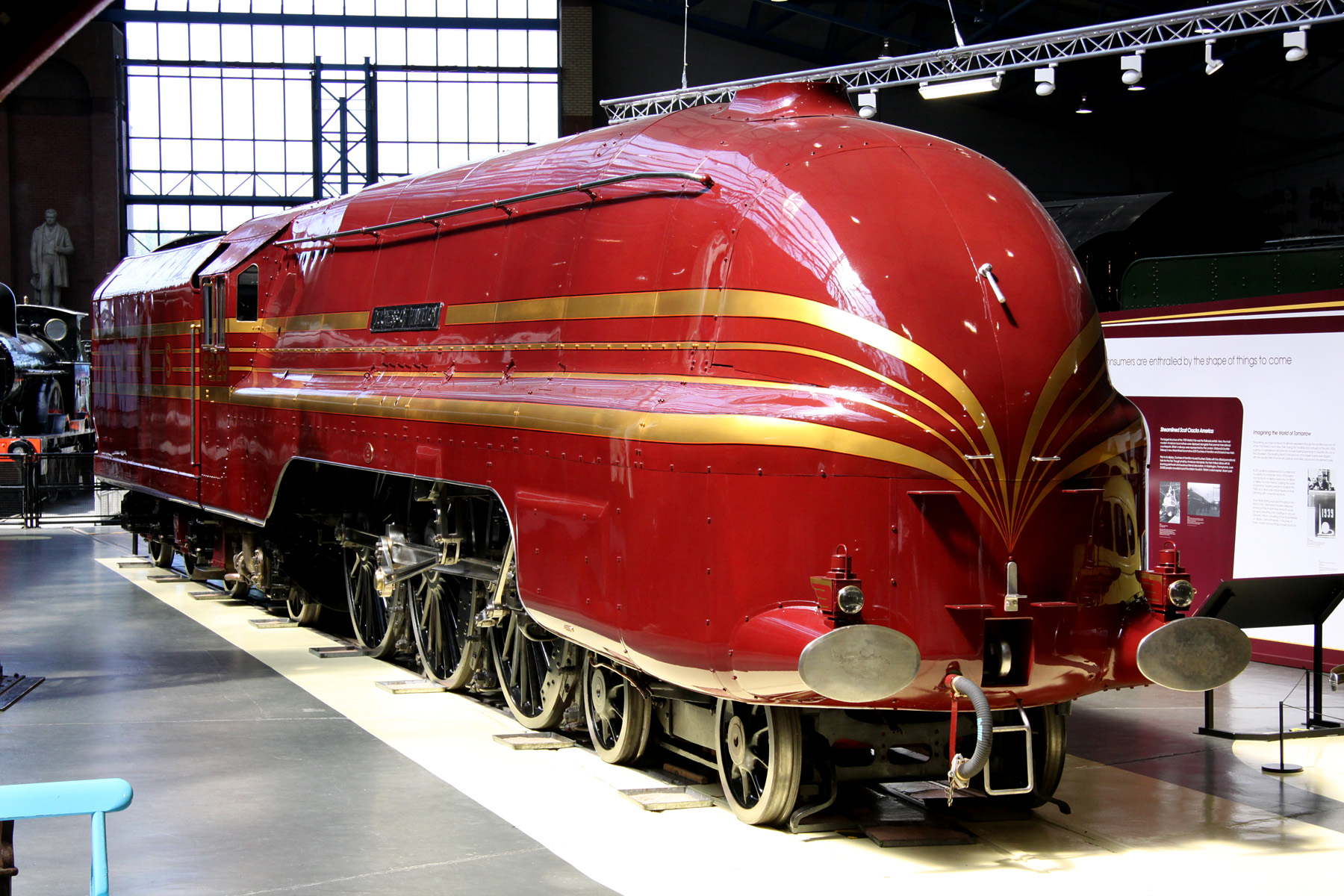
Lokomotywa klasy Coronation(inne języki) (1937) w barwach LMS w National Railway Museum